# 賓·莊臣
賓·莊臣（英語：Ben Johnson，2000年1月24日—）是一名英格蘭足球運動員，位置為翼衛。賓·莊臣能打左丶右翼衛，亦曾出任中堅，他出生在英格蘭大倫敦的窩咸森林區，是前英格蘭和曼聯後衛保羅·柏加以及前英格蘭和托定咸熱刺後衛拉利·京治的堂表親。現効力葉士域治。

## 俱樂部生涯

### 西漢姆
莊臣七歲時加盟韋斯咸，最初是一名攻擊型翼鋒，隨著他在青年軍的發展，他被轉型為一名翼衛。他於2017年12月3日韋斯咸2-1負於曼城的比賽中被任命為後備，並在2018年1月18歲時簽署他的第一份職業球員合約。
2019年2月27日，莊臣在韋斯咸的英超聯賽首次上陣，在客場曼徹斯特市球場以1-0負於當年的冠軍球隊曼城的比賽中以左後衛出戰。兩次嚴重的大腿後肌受傷和同為後衛的謝利美·尼加基亞打出水準，令莊臣再次出場的機會延後，直到2020年7月17日，他在韋斯咸以3-1戰勝屈福特的比賽中再次出場。
2020年12月27日，莊臣在對陣白禮頓和的比賽中射入他為韋斯咸的首個入球和職業生涯的首個入球，以2-2結束比賽。
2021年8月，莊臣在2020-21賽季為韋斯咸出場20次後，獲得韋斯咸的年度最佳年輕球員獎。
2022年3月20日，作客以3比1負於熱刺的比賽中，莊臣第50次代表韋斯咸出場，這只剛剛距離與球會續約兩年後的一個月。

## 國家隊生涯
莊臣於2022年3月18日收到他的第一次入選國家隊的徵召，他入選英格蘭U21隊，為之後對安道爾和阿爾巴尼亞的兩場U21歐洲國家盃重要預選賽上陣。他在2022年3月29日作客以3-0戰勝阿爾巴尼亞的比賽中首次亮相。

## 生涯數據

### 俱樂部
最後更新：2022年4月24日
| 俱樂部   | 賽季     | 聯賽     | 聯賽 | 聯賽 | 英格蘭足總盃 | 英格蘭足總盃 | 英格蘭聯賽盃 | 英格蘭聯賽盃 | 其他 | 其他 | 總計 | 總計 |
| 俱樂部   | 賽季     | 層級     | 出賽 | 進球 | 出賽         | 進球         | 出賽         | 進球         | 出賽 | 進球 | 出賽 | 進球 |
| -------- | -------- | -------- | ---- | ---- | ------------ | ------------ | ------------ | ------------ | ---- | ---- | ---- | ---- |
| 韋斯咸   | 2018–19  | 英超     | 1    | 0    | 0            | 0            | 0            | 0            | —    | —    | 1    | 0    |
| 韋斯咸   | 2019–20  | 英超     | 3    | 0    | 0            | 0            | 0            | 0            | —    | —    | 3    | 0    |
| 韋斯咸   | 2020–21  | 英超     | 14   | 1    | 3            | 0            | 3            | 0            | —    | —    | 20   | 1    |
| 韋斯咸   | 2021–22  | 英超     | 18   | 1    | 3            | 0            | 3            | 0            | 6    | 0    | 30   | 1    |
| 生涯總計 | 生涯總計 | 生涯總計 | 36   | 2    | 6            | 0            | 6            | 0            | 6    | 0    | 54   | 2    |

1. ↑  在歐洲足協歐霸盃出賽

## 榮譽

### 球會
韋斯咸
- 歐協聯冠軍 : 2022-23[17]

### 個人
- 韋斯咸年度最年輕球員獎：2020–21賽季

## 外部連結
- Profile （页面存档备份，存于）在韋斯咸網頁
- Soccerway資料庫：賓·莊臣